# Apóstolos Armenákis
Apóstolos Armenákis (en grec moderne : Aπόστολος Αρμενάκης) est un joueur grec de volley-ball né le 17 juillet 1980 à Thessalonique. Il mesure 2,05 m et joue attaquant. Il est le premier Grec à évoluer en championnat de France.

## Clubs
| Club                       | Pays                | De        | À         |
| -------------------------- | ------------------- | --------- | --------- |
| PAOK Salonique             | Grèce               | 1993-1994 | 1994-1995 |
| HAN Salonique              | Grèce               | 1995-1996 | 1998-1999 |
| PAOK Salonique             | Grèce               | 1999-2000 | 2001-2002 |
| Olympias Patras            | Grèce               | 2002-2003 | 2002-2003 |
| PAOK Salonique             | Grèce               | 2003-2004 | 2003-2004 |
| AE Níkaia                  | Grèce               | 2004-2005 | 2004-2005 |
| Olympiakos Le Pirée        | Grèce               | 2005-2006 | 2005-2006 |
| Salento d'Amare Taviano    | Italie              | oct 2006  | nov 2006  |
| PAOK Salonique             | Grèce               | nov 2006  | juin 2007 |
| EA Patras                  | Grèce               | 2007-2008 | 2007-2008 |
| PAOK Salonique             | Grèce               | oct 2008  | jan 2009  |
| AS Cannes                  | France              | jan 2009  | mai 2009  |
| EA Patras                  | Grèce               | 2009-2010 | 2009-2010 |
| Al Nasr Dubaï              | Émirats arabes unis | 2010-2011 | 2010-2011 |
| PAOK Salonique             | Grèce               | 2011-2012 | 2012-2013 |
| Aris Salonique             | Grèce               | 2013-2014 | 2013-2014 |
| Pallavolo Azzurra Alessano | Italie              | 2014-2015 | 2014-2015 |
| Anagennisi Derýnia         | Chypre              | 2015-2016 | 2015-2016 |
| ACH Volley\|               | Slovénie            | 2016-2017 | 2016-2017 |
| Iraklis Salonique          | Grèce               | 2017-2018 | jan 2020  |
| PAOK Salonique             | Grèce               | jan 2020  | juin 2020 |
| Pierikos Kateríni          | Grèce               | oct 2020  | juin 2021 |
| Aristotélis Skýdra         | Grèce               | 2021-2022 | 2021-2022 |
| Pígassos Políchni          | Grèce               | 2022-2023 | jan 2025  |
| Olympiakos Le Pirée        | Grèce               | jan 2025  | En cour   |

## Palmarès

### En club
- Ligue MEVZA (1)
  - Vainqueur : 2017.
- Championnat de Slovénie (1)
  - Vainqueur : 2017.
- Coupe de Slovénie
  - Finaliste : 2017.
- Super Coupe de Grèce
  - Vainqueur : 2024.1
  - Finaliste : 2005.
- Coupe de Grèce (1)
  - Vainqueur : 2025.
  - Finaliste : 2008, 2018, 2019.
- Championnat de Grèce
  - Troisième : 2006, 2013, 2020.

- 1 : Tenue le 5 février 2025 concernant la période 2023-24